# Чемпіонат світу з трекових велоперегонів 2018
Чемпіонат світу з трекових велоперегонів 2018 проходив з 28 лютого по 4 березня 2018 року в Апелдорні на Omnisport Apeldoorn Velodrome. Всього у змагання взяли участь 364 спортсмени з 40 країни, які розіграли 20 комплектів нагород — по 10 у чоловіків та жінок.

## Медалісти

### Чоловіки
| Дисципліна                         | Золото                                                                                  | Срібло                                                                                  | Бронза                                                                           |
| Спринт                             | Метью Ґлетцер                                                                           | Джек Карлін                                                                             | Себастьєн Віж'є                                                                  |
| Гіт (1 км)                         | Джефрі Хогланд (59.459)                                                                 | Метью Ґлетцер (59.745)                                                                  | Тео Бос (59.955)                                                                 |
| Індивідуальна гонка переслідування | Філіппо Ганна (4:13.607)                                                                | Іво Олівейра (4:15.428)                                                                 | Олександр Євтушенко (4:13.786)                                                   |
| Командна гонка переслідування      | Велика Британія Едвард Кленсі Кіан Емаді Етан Гейтер Чарлі Танфілд (3:53.389)           | Данія Ніклас Ларсен Юліус Йогансен Фредерік Мадсен Каспер фон Фолсаш (3:55.232)         | Італія Сімоне Консонні Ліам Бертаццо Філіппо Ганна Франческо Ламон (3:54.606)    |
| Командний спринт                   | Нідерланди Нільс ван'т Хундердаал Гаррі Лаврейсен Джефрі Хогланд Маттейс Бюхлі (42.727) | Велика Британія Джек Карлін Раян Овенс Джейсон Кенні Філіп Гіндс Джозеф Трумен (43.231) | Франція Франсуа Первіс Себастьєн Віж'є Квентін Лафарг Мікаель Д'Алмейда (43.373) |
| Кейрін                             | Фабіан Ернандо Пуерта Сапата                                                            | Томоюкі Кавабата                                                                        | Максиміліан Леві                                                                 |
| Скретч                             | Євген Корольок                                                                          | Мікеле Скартезіні                                                                       | Каллум Скотсон                                                                   |
| Гонка за очками                    | Кемерон Мейєр (70)                                                                      | Ян-Віллем ван Шіп (52)                                                                  | Марк Стюарт (49)                                                                 |
| Медісон                            | Німеччина Роґер Клюґе Тео Рейнхардт (53)                                                | Іспанія Альберт Торрес Себастьян Мора (45)                                              | Австралія Кемерон Мейєр Каллум Скотсон (37)                                      |
| Омніум                             | Шимон Сайнок (111)                                                                      | Ян-Віллем ван Шіп (107)                                                                 | Сімоне Консонні (104)                                                            |

- Спортсмени, виділені курсивом, брали участь у чемпіонаті, але не змагались у фіналі.

### Жінки
| Дисципліна                         | Золото                                                                  | Срібло                                                                                         | Бронза                                                                                                  |
| Спринт                             | Крістіна Фоґель                                                         | Стефані Мортон                                                                                 | Пауліна Ґрабош                                                                                          |
| Гіт (500 м)                        | Міріам Вельте (33.150)                                                  | Дар'я Шмельова (33.237)                                                                        | Еліс Ліхтлі (33.484)                                                                                    |
| Індивідуальна гонка переслідування | Хлоя Дагерт (3:20.060, WR)                                              | Аннемік ван Влейтен (OVL)                                                                      | Келлі Кетлін (3:34.658)                                                                                 |
| Командна гонка переслідування      | США Дженіфер Валенте Келлі Кетлін Хлоя Дагерт Кімберлі Гейст (4:15.669) | Велика Британія Кеті Арчибальд Елінор Баркер Лора Кенні Емілі Нельсон Еллі Дікінсон (4:16.980) | Італія Еліза Бальзамо Летиція Патерностер Сільвія Вальсеккі Татьяна Ґудерцо Сімона Фраппорті (4:20.202) |
| Командний спринт                   | Німеччина Міріам Вельте Крістіна Фоґель Пауліна Ґрабош (32.605)         | Нідерланди Кіра Ламберінк Шенн Браспенінкс Лорін ван Ріссен Хетті ван де Ваув (33.124)         | Росія Дарія Шмельова Анастасія Войнова (32.990)                                                         |
| Кейрін                             | Нікі Дегренделе                                                         | Лі Хвейші                                                                                      | Сімона Крупекайте                                                                                       |
| Скретч                             | Кірстен Вілд                                                            | Жольєн Д'Ор                                                                                    | Амалія Дідеріксен                                                                                       |
| Гонка за очками                    | Кірстен Вілд (49)                                                       | Дженіфер Валенте (43)                                                                          | Джасмін Глессер (30)                                                                                    |
| Медісон                            | Велика Британія Кеті Арчибальд Емілі Нельсон (50)                       | Нідерланди Кірстен Вілд Емі Пітерс (35)                                                        | Італія Летиція Патерностер Марія Джулія Конфалоньєрі (20)                                               |
| Омніум                             | Кірстен Вілд (121)                                                      | Амалія Дідеріксен (112)                                                                        | Рашлі Бьюкенен (106)                                                                                    |

## Загальний медальний залік
| Місце  | Країна          | Золото | Срібло | Бронза | Загалом |
| ------ | --------------- | ------ | ------ | ------ | ------- |
| 1      | Нідерланди      | 5      | 5      | 2      | 12      |
| 2      | Німеччина       | 4      |        | 2      | 6       |
| 3      | Велика Британія | 2      | 3      | 1      | 6       |
| 4      | Австралія       | 2      | 2      | 2      | 6       |
| 5      | США             | 2      | 1      | 1      | 4       |
| 6      | Італія          | 1      | 1      | 4      | 6       |
| 7      | Бельгія         | 1      | 1      |        | 2       |
| 8      | Білорусь        | 1      |        |        | 1       |
| 8      | Колумбія        | 1      |        |        | 1       |
| 8      | Польща          | 1      |        |        | 1       |
| 11     | Данія           |        | 2      | 1      | 3       |
| 12     | Росія           |        | 1      | 2      | 3       |
| 13     | Іспанія         |        | 1      |        | 1       |
| 13     | Гонконг         |        | 1      |        | 1       |
| 13     | Японія          |        | 1      |        | 1       |
| 13     | Португалія      |        | 1      |        | 1       |
| 17     | Франція         |        |        | 2      | 2       |
| 18     | Канада          |        |        | 1      | 1       |
| 18     | Литва           |        |        | 1      | 1       |
| 18     | Нова Зеландія   |        |        | 1      | 1       |
| Всього | Всього          | 20     | 20     | 20     | 60      |

## Україна на чемпіонаті
Україну на чемпіонаті представляло 11 спортсменів:
- Любов Басова у індивідуальному спринті, кейріні та гіті;
- Андрій Винокуров у спринті та кейріні;
- Роман Гладиш у омніумі та скретчі;
- Віталій Гринів у скретчі та гонці за очками;
- Тетяна Клімченко у скретчі та омніумі;
- Оксана Клячіна у медісоні;
- Валерія Кононенко у медісоні;
- Анна Нагірна у гонці за очками та медісоні;
- Ганна Соловей у гонці за очками та медісоні;
- Олена Старікова у спринті та гіті;
- Тарас Шевчук у омніумі та гонці за очками;